# Morris Gilbert
Morris Gilbert Raisman (Ciudad de México, 12 de septiembre de 1953) es un productor teatral mexicano, con 50 años de trayectoria, a lo largo de los cuales ha llevado a escena más de 150 puestas en escena de los más diversos géneros. En 1997 estableció una sociedad con OCESA, con quien ha producido más de setenta montajes en México; además, en colaboración con empresarios locales, también ha tenido títulos en las carteleras de Argentina, Israel, España y próximamente Reino Unido.

## Reseña biográfica
Inicios (1975-1996)
En 1974 inició su preparación como actor bajo la tutela del maestro José Luis Ibáñez, quien meses después lo llamó para formar parte del elenco de Un proyecto para vivir, que se estrenó el 15 de enero de 1976, en el teatro Manolo Fábregas, con las actuaciones de Fanny Cano, Carlos Bracho, Guillermo Murray y Ada Carrasco.
Un año después, y nuevamente bajo la dirección de Ibáñez, Morris realizó su primera producción: Los hijos de Kennedy, que se estrenó el 12 de enero de 1977, en el teatro Independencia, con un elenco integrado por Susana Alexander, Héctor Bonilla, Julieta Egurrola, Norma Lazareno y el mismo Gilbert.
Cenizas, A puerta cerrada, El árbol son los títulos de sus siguientes producciones, a las que en junio de 1983 se sumó Claudia, su primer éxito comercial que superó las 500 representaciones; el elenco lo conformaban Sylvia Pasquel, Lilia Aragón, Aarón Hernán, y el mismo Gilbert.
Un año más tarde, con la dirección de Julio Castillo, Morris produjo Nube nueve, de Caryl Churchil, un montaje en el que en palabras de la crítica teatral Malkah Rabell “Morris Gilbert ha mejorado infinitamente como actor, sobre todo en su papel de amo blanco, Clive”.
Tras el obligado paréntesis que implicó el terremoto que en 1985, retomó su actividad, centrado ahora en la producción, con montajes como Y seguir viviendo, Mi vida es mi vida, y Magnolias de acero.
Para cerrar la década, en 1989, produce el primer musical de su carrera: ¡Qué plantón!, original de Guillermo Méndez y Marina del Campo, y que de manera anticipada abordó el tema del cuidado ecológico. Lolita Cortes, Susana Zabaleta, Manuel Landeta, Angelita Castanni y Gerardo González, encabezaron el elenco original de este montaje que superó las 600 funciones continuas.    
Un año capital en esta primera etapa como productor para Morris Gilbert fue 1992 con tres estrenos: Muertos de risa o soplando velas en el infierno, Sueños de un seductor, y Adorables enemigas, de James Kirkwood, que se estrenó el 27 de agosto, con las actuaciones de Carmen Montejo y Marga López, y la dirección de Xavier Rojas. La obra superó las 900 funciones a lo largo de casi cinco años de temporada.
En 1993, produjo Cita con un ángel, montaje en el que Morris trabajó por vez primera con la cantante y actriz María Victoria; experiencia que se repetiría sólo 12 años después, en el año 2005, con el musical Bésame mucho.   
Marga López e Ignacio López Tarso protagonizaron en 1997 la puesta en escena De gira con los López, que junto con Él y sus mujeres, Los encantos del Divorcio, y La fiesta, “la comedia gay de los 90”, cierran las primeras dos décadas en la trayectoria de Morris Gilbert.
Sociedad con OCESA (Primera etapa: 1997-2009)
En 1997 la Operadora de Centros de Espectáculos S.A. (OCESA) anunció su incursión en el mundo teatral con el montaje del musical La Bella y la Bestia, que se estrenó en el teatro Orfeón el 8 de mayo; de manera paralela la empresa comenzó a desarrollar su departamento de teatro de cámara, con Morris Gilbert como director y socio del mismo.
Confesiones de mujeres de 30 marcó el exitoso debut de esta sociedad, con una primera temporada de 1200 funciones; y una segunda (estrenada en 2004) que sumó 2800 funciones más; y una nueva producción de esta obra se montó en 2019 para un total de 4100 representaciones.  
Los musicales Rent y El musical El fantasma de la ópera, con los que OCESA abrió sus actividades en el Centro Cultural, en la esquina de las avenidas Chapultepec y Cuauhtémoc, en el que se mantuvo por casi tres lustros; Master class, en torno a la figura de María Callas, y Actos indecentes, sobre los juicios a Oscar Wilde, fueron las producciones con las que Gilbert cerró el siglo XX, para dar paso a una primera década del nuevo milenio en la que encabezó la producción de 38 montajes: 14 musicales y 24 obras de cámara, todas ellas de la mano de OCESA.
Los miserables, Hoy no me puedo levantar, La Bella y la Bestia, Mamma mia¡, y Chicago, fueron algunos de los musicales internacionales que se montaron en México, a los que se sumó Bésame mucho, del subgénero conocido como “de rockola” (jukebox), armado a partir de boleros.
En el área de obras de cámara, algunos de los montajes producidos por Gilbert entre 2000 y 209 fueron: Los monólogos de la vagina (que celebró 8 mil 100 funciones en el 2024 y sigue en temporada, en la que han participado cerca de 150 intérpretes); Defendiendo al cavernícola con más de 5 mil 100 representaciones, y aún en cartelera) Orgasmos, la comedia (2 mil 200 funciones); Las “viejas” vienen marchando (mil 200 funciones); Chicas católicas (900 funciones); El método Gronhölm (800 funciones), y la reposición de Adorables enemigas, que superó las 400 representaciones, con un elenco encabezado por la actriz Silvia Pinal.  
Sociedad con OCESA (Segunda etapa: 2010-2020)
Medio centenar de montajes, 12 musicales y 36 de texto, son las producciones que Morris Gilbert encabezó en esta década. 
Entre los musicales internacionales están Mary Poppins, El hombre de La Mancha, Hello Dolly!,Peter Pan, La línea del coro; a éstos hay que sumar ¡Si nos dejan! un homenaje a la canción ranchera y al cine mexicano, que tuvo una temporada de más de 600 funciones, y con su elenco original mexicano realizó dos giras a Bogotá, Colombia.
En 2013, la División Teatro de OCESA, encabezada por Morris Gilbert, cambia su sede habitual en la colonia Roma por el Teatro Telcel, en Polanco, que se inauguró el 17 de octubre de 2013 con el musical Wicked, al que siguió El rey león, de Disney (que tuvo una temporada de 2 años y medio, con más de mil representaciones). ). Los miserables y Chicago fueron los otros musicales que hicieron temporada en este espacio antes de la pandemia del COVID 19. Posteriormente se han estrenado Aladdín y Anastasia.
En el terreno de las obras de texto (de cámara) producidas por Gilbert se encuentran Agosto, condado de Osage, Un dios salvaje, Locos por el té, La estética del crimen, La Venus de las pieles, Agonía y éxtasis de Steve Jobs, El crédito (en la que por primera vez compartieron escenario Héctor Suárez y su hijo, Suárez Gomís), Perfectos desconocidos, y TOC TOC (que en tres temporadas, 2010, 2019, y 2023 superó ya las 2400 funciones y sigue en cartelera). 
Otros de sus exitosos montajes han sido 100 metros cuadrados o El inconveniente, Dos locas de remate, Ugo, Pako y JoseLuiz, Los guajolotes salvajes, Querida, un montaje musical-circense a partir de las canciones de Juan Gabriel, y producción de OCESA y Cirque música, Atrapados, La ternura, y CLUE, el juego de la sospecha.
Producciones fuera de México
TOC TOC, comedia francesa escrita por Laurent Baffie, y dirigida por la argentina Lía Jelín, fue la primera incursión de Morris Gilbert como productor en la cartelera de Buenos Aires, en sociedad con Sebastián Brutrach y Bruno Piedemonti. El estreno de este montaje, con la dirección escénica de la misma Jelín, se realizó en Multiteatro, el 7 de enero de 2011. La comedia sigue en temporada y se ubica como la obra más longeva en la cartelera gaucha.
Una segunda producción de Gilbert en la cartelera bonaerense llegó en 2017 al teatro El picadero: I.D.I.O.T.A. era su título; y un tercer montaje fue El test, estrenada en 2018. Ambas en sociedad nuevamente con Sebastián Brutrach. Más recientemente se estrenaron Tijeras salvajes, Para mí para vos, y Pequeños momentos. En 2020, TOC TOC, con la misma propuesta escénica de Lía Jelín y la producción de Gilbert, en sociedad con productores locales se estrenó en la ciudad de Tel Aviv, Israel.
Durante 2023, Morris se asoció con productores locales en España, para el montaje de Retorno al hogar, Prima Facie, Hechos y faltas y Rabia;  y en febrero de 2025 TOC TOC llegará al West End londinense, en una coproducción de Morris Gilbert, con empresarios locales.

## Premios
| Año  | Obra                     | Premio                                |
|      |                          | Luna a Mejor musical teatral          |
| 2003 | Los miserables           | Ganador                               |
| 2004 | Los miserables           | Ganador                               |
| 2005 | Violinista en el tejado  | Ganador                               |
| 2005 | José el soñador          | Nominado                              |
| 2006 | Bésame mucho             | Nominado                              |
| 2006 | José el soñador          | Nominado                              |
| 2006 | Violinista en el tejado  | Nominado                              |
| 2007 | Hoy no me puedo levantar | Ganador                               |
| 2007 | Bésame mucho             | Nominado                              |
| 2007 | Los productores          | Nominado                              |
| 2008 | Hoy no me puedo levantar | Nominado                              |
| 2009 | Bésame mucho             | Nominado                              |
| 2010 | Peter Pan                | Nominado                              |
| 2011 | Mamma mia!               | Ganador                               |
| 2012 | Peter Pan                | Nominado                              |
| 2012 | Si nos dejan             | Nominado                              |
| 2013 | Mary Poppins             | Ganador                               |
| 2013 | Si nos dejan             | Nominado                              |
| 2014 | Wicked                   | Ganador                               |
| 2015 | El rey león              | Ganador                               |
| 2015 | Wicked                   | Nominado                              |
| 2016 | El rey león              | Ganador                               |
| 2017 | El hombre de La Mancha   | Ganador                               |
| 2017 | El rey león              | Nominado                              |
| 2018 | Los miserables           | Nominado                              |
| 2018 | El rey león              | Nominado                              |
| 2018 | Vaselina                 | Nominado                              |
| 2018 | El hombre de La Mancha   | Nominado                              |
| 2019 | Los miserables           | Ganador                               |
| 2019 | Vaselina                 | Nominado                              |
|      |                          |                                       |
|      |                          | Premios Metropolitanos de Teatro      |
| 2018 | El Hombre de La Mancha   | Mejor musical                         |
|      |                          | Mejor dirección de escena             |
|      |                          | Mejor diseño de escenografía          |
|      |                          | Mejor diseño sonoro                   |
|      |                          | Mejor actriz de reparto               |
| 2019 | Hello Dolly!             | Mejor diseño de escenografía          |
|      |                          | Mejor diseño de vestuario             |
|      |                          | Mejor coreografía                     |
| 2021 | Chicago                  | Mejor musical del año                 |
|      |                          | Mejor dirección escénica              |
|      |                          | Mejor iluminación                     |
|      |                          | Mejor coreografía                     |
|      |                          | Mejor diseño sonoro                   |
| 2022 | Aladdin                  | Mejor musical                         |
|      |                          | Mejor dirección escénica              |
|      |                          | Mejor actriz de reparto (Gloria Toba) |
| 2024 | Anastasia                | Mejor actriz (Mariana Dávila)         |
|      |                          | Mejor actor (Javier Manente)          |
|      |                          | Actriz de reparto (Gloria Toba)       |
|      |                          | Actor de reparto (Carlos Quezada)     |
|      |                          | Mejor Ensamble                        |

## Distinciones
- Lunas del Auditorio Nacional

(Los miserables, 2003)
(Los miserables, 2004)
(Violinista en el tejado, 2005)
(Hoy no me puedo levantar, 2007)
(Mentiras, 2007)
(Mamma Mía!, 2011)
(Mary Poppins, 2013)
(Wicked, 2014)
(El rey león, 2015)
(El rey león, 2016)
(El Hombre de La Mancha, 2017)
(Los Miserables, 2019)